# Maurizio Dotti
Maurizio Dotti (Limbiate, 10 aprile 1958) è un fumettista italiano.

## Biografia
Approda nel mondo dei fumetti nel 1991, collaborando con Giornalino. Prima costruiva marionette e scenari per il teatro dei Colla.
Ha realizzato nel 1997 lo Speciale di Zagor e le matite dell'Almanacco del West del 1998 (le chine furono opera di Alarico Gattia), cimentandosi con Tex, entrambe testate della Sergio Bonelli Editore.
In seguito diverrà uno degli autori di punta di un altro personaggio della medesima casa editrice, ovvero Dampyr. Dal 2013 entra nello staff di Tex, illustrando l'episodio lungo oltre tre albi intitolato El supremo, su sceneggiatura di Mauro Boselli, col quale aveva collaborato sulle pagine di Dampyr. Realizza le copertine di 
Tex Willer, testata inaugurata nel 2018 ed incentrata sugli anni giovanili del personaggio.

## Pubblicazioni
Tex
- Mauro Boselli (testi), Maurizio Dotti e Alarico Gattia (disegni); Glorieta Pass, in Almanacco del West n. 5, Sergio Bonelli Editore, febbraio 1998.
- Mauro Boselli (testi), Maurizio Dotti (disegni); El Supremo, in Tex n. 637, Sergio Bonelli Editore, novembre 2013.
- Mauro Boselli (testi), Maurizio Dotti (disegni); Tiratori scelti.html, in Tex n. 638, Sergio Bonelli Editore, dicembre 2013.
- Mauro Boselli (testi), Maurizio Dotti (disegni); Nei bassifondi di San Francisco, in Tex n. 639, Sergio Bonelli Editore.
- Mauro Boselli (testi), Maurizio Dotti (disegni); L'isola della nebbia, in Tex n. 640, Sergio Bonelli Editore, febbraio 2014.
- Luca Barbieri e Tito Faraci (testi), Maurizio Dotti (disegni); Carovana di audaci, in Tex n. 662, Sergio Bonelli Editore, dicembre 2015.
- Luca Barbieri e Tito Faraci (testi), Maurizio Dotti (disegni); Ghost Town, in Tex n. 663, Sergio Bonelli Editore, gennaio 2016.
- Mauro Boselli (testi), Oscar Celestini (colori); Maurizio Dotti (disegni); Rio Quemado, in Color Tex n. 10, Sergio Bonelli Editore, novembre 2016.

Dampyr
- Maurizio Colombo (testi), Maurizio Dotti (disegni); Notturno in rosso, in Dampyr n. 4, Sergio Bonelli Editore, luglio 2000.
- Mauro Boselli (testi), Maurizio Dotti (disegni); La costa degli scheletri, in Dampyr n. 6, Sergio Bonelli Editore, settembre 2000.
- Mauro Boselli (testi), Maurizio Dotti (disegni); Zona proibita, in Dampyr n. 7, Sergio Bonelli Editore, ottobre 2000.
- Mauro Boselli (testi), Maurizio Dotti (disegni); Nato nella Palude, in Dampyr n. 15, Sergio Bonelli Editore, giugno 2001.
- Mauro Boselli (testi), Maurizio Dotti (disegni); Delta Blues, in Dampyr n. 16, Sergio Bonelli Editore, luglio 2001.
- Mauro Boselli e Maurizio Colombo (testi), Maurizio Dotti (disegni); La banda dei morti viventi, in Dampyr n. 28, Sergio Bonelli Editore, luglio 2002.
- Mauro Boselli (testi), Maurizio Dotti (disegni); Arizona killers, in Dampyr n. 29, Sergio Bonelli Editore, agosto 2002.
- Mauro Boselli (testi), Maurizio Dotti (disegni); Sotto il vulcano, in Dampyr n. 33, Sergio Bonelli Editore, dicembre 2002.
- Mauro Boselli (testi), Maurizio Dotti (disegni); La caverna dei Troll, in Dampyr n. 34, Sergio Bonelli Editore, gennaio 2003.
- Mauro Boselli (testi), Maurizio Dotti (disegni); Vathek!, in Dampyr n. 40, Sergio Bonelli Editore, luglio 2003.
- Mauro Boselli (testi), Maurizio Dotti (disegni); Il Teatro dei Passi Perduti, in Dampyr n. 54, Sergio Bonelli Editore, settembre 2004.
- Mauro Boselli (testi), Maurizio Dotti (disegni); Nel deserto di Atacama, in Dampyr n. 70, Sergio Bonelli Editore, gennaio 2006.
- Mario Faggella (testi), Maurizio Dotti (disegni); I massacratori delle Ande, in Dampyr n. 71, Sergio Bonelli Editore, febbraio 2006.
- Giovanni Di Gregorio (testi), Maurizio Dotti (disegni); Il Signore delle maschere, in Dampyr n. 80, Sergio Bonelli Editore, novembre 2006.
- Mauro Boselli (testi), Maurizio Dotti (disegni); L'isola dei bucanieri, in Dampyr n. 93, Sergio Bonelli Editore, dicembre 2007.
- Mauro Boselli (testi), Maurizio Dotti (disegni); Lo stregone senza volto, in Dampyr n. 94, Sergio Bonelli Editore, gennaio 2008.
- Mauro Boselli (testi), Maurizio Dotti (disegni); Il viaggio dei folli, in Speciale Dampyr n. 4, Sergio Bonelli Editore, ottobre 2008.
- Diego Cajelli (testi), Maurizio Dotti (disegni); Il Signore delle Vespe, in Maxi Dampyr n. 1, Sergio Bonelli Editore, luglio 2009.
- Claudio Falco (testi), Maurizio Dotti (disegni); La selva della paura, in Dampyr n. 117, Sergio Bonelli Editore, dicembre 2009.
- Claudio Falco (testi), Maurizio Dotti (disegni); I senza morte, in Dampyr n. 123, Sergio Bonelli Editore, giugno 2010.
- Claudio Falco (testi), Maurizio Dotti (disegni); Nel covo del Maestro, in Dampyr n. 124, Sergio Bonelli Editore, luglio 2010.
- Mauro Boselli (testi), Maurizio Dotti (disegni); American Museum, in Dampyr n. 127, Sergio Bonelli Editore, ottobre 2010.
- Giovanni Eccher (testi), Maurizio Dotti (disegni); Gli implacabili, in Dampyr n. 137, Sergio Bonelli Editore, Agosto 2011.
- Giovanni Eccher (testi), Maurizio Dotti (disegni); Tributo di sangue, in Dampyr n. 147, Sergio Bonelli Editore, giugno 2012.
- Samuel Marolla (testi), Maurizio Dotti (disegni); La loggia del crepuscolo, in Dampyr n. 149, Sergio Bonelli Editore, agosto 2012.

Zagor
- Mauro Boselli (testi), Maurizio Dotti (disegni); L'angelo della morte, in Speciale Zagor n. 9, Sergio Bonelli Editore, aprile 1997.
- Maurizio Colombo (testi), Maurizio Dotti (disegni); Gli sterminatori, in Zagor n. 409, Sergio Bonelli Editore, agosto 1999.
- Maurizio Colombo (testi), Maurizio Dotti (disegni); Una pallottola per Kelso, in Zagor n. 410, Sergio Bonelli Editore, settembre 1999.